# Мцирі
«Мцирі» —  романтична поема Михайла Лермонтова, написана в 1839 році і опублікована в 1840 році в єдиній прижиттєвій збірці поета  «Вірші М. Лермонтова». Поема вважається одним із останніх класичних зразків російської романтичної поезії. 

## Історія створення
Задум поеми виник під час першого заслання поета на Кавказ у 1837 році. Мандруючи старою Військово-грузинською дорогою, він «натрапив у Мцхеті на одинокого монаха і почув від нього зворушливу історію. Родом горець, дитиною був взятий у полон генералом Єрмоловим. Коли хлопчик захворів, то його залишили у монастирі. Тут він виріс. Довго сумував, не раз пробував втекти у гори. Після однієї такої спроби чоловік ледве залишився живим. Ця розповідь вразила Михайла Юрійовича і стала поштовхом до створення «Мцирі». Написана поема у пізній період творчості у 1839 році. Вперше була надрукована у 1840 році. У 1840 році по дорозі на Кавказ Лермонтов зупинявся у Москві. Там зустрічався з Миколою Гоголем і читав йому поему.

## Назва поеми
Спочатку поема називалась «Бері» з приміткою: «"Бері" грузинською "монах"». У збірці «Вірші М. Лермонтова» поема ввійшла під назвою «Мцирі». Назва поеми незвична для слуху російського читача. Слово "мцирі" викликає асоціації про далекі країни з незнайомою яскравою природою і незвичним побутом людей. У грузинській мові слово «мцирі» (груз. მწირი) має подвійне значення: у першому - «послушник», «монах, який не є службовцем », а в іншому - «прибулець», «чужинець», який прибув добровільно або привезений насильно з чужих країв, самотня людина, що не має родичів, близьких. Епіграф до твору також був іншим. Спочатку він говорив: «On n'a qu'une seule patrie» («У кожного є тільки одна батьківщина»). Пізніше був змінений Лермонтовим на рядки з 14 розділу 1-й Книги царств: «Вкушая, вкусих мало меда и се аз умираю».

## Тема та ідея поеми
Тема поеми - зображення сміливого бунтівного юнака, який страждав далеко від батьківщини і, ризикуючи життям, зробив спробу вирватися на волю. 
Ідея - Воля важливіша за все. Для героя три дні життя на волі дорожчі від багаторічного ув'язнення у монастирі.

## Композиція
Чітко вибудувана композиція допомагає повною мірою розкрити трагедію життя Мцирі. Поема складається з двадцяти шести розділів і поділена на дві нерівні частини. Перша складається з двох частин і знайомить з місцем дії і коротко розповідає про попереднє життя героя. У решті двадцяти чотирьох розділах мова йде про пошуки героєм свободи, як зовнішньої, так і внутрішньої. Це сповідь Мцирі про свою самотність і тугу, про щасливі три дні на волі та очікування неминучої смерті.
Кульмінація поеми – бій з барсом. 
Композиція «Мцирі» відноситься до замкнутих композицій. Дія поеми починається в монастирі — там же і завершиться. Завдяки цій замкнутості в останніх рядках особливо сильно звучить улюблений Лермонтова мотив — мотив долі, невідворотної і неминучої. 

## Сюжет
Експозиція — розповідь про життя героя в монастирі, зав’язкою сюжету є втеча  Мцирі з монастиря. Є і традиційна для романтичної поеми кінцівка — смерть персонажа. Акцент зроблено на трьох днях, проведених на волі.  
В основі поеми - трагічна історія хлопчика-горця, який був полонений російським генералом. Він був привезений в монастир, де після довгої хвороби залишився жити в якості послушника. У монастирі він отримав виховання, вивчив чужу мову і готувався до постригу. Одної грозової ночі зник.   
На волі Мцирі був лише три дні. Але ці три дні набувають для нього особливе значення. Він бачить картини могутньої кавказької природи, прекрасну грузинку, що наповнює у потоку глечик водою, і, нарешті, безстрашно бореться з могутнім барсом. Всі ці події - крихітні епізоди, але враження таке, що це людина проживає ціле життя. За юним втікачем посилають погоню, яка не дала ніяких результатів. Його абсолютно випадково знаходять лежачим без свідомості в степу в околицях монастиря. Уже в обителі Мцирі приходить до тями. Юнак виснажений, але навіть не торкається до їжі. Розуміючи, що його втеча не вдалася, він свідомо наближає свою кончину. На всі розпитування монастирських братів відповідає мовчанням. Шлях до бунтівної душі Мцирі знаходить лише старий чернець, який його хрестив. Мцирі розповідає про три дні, проведені ним на волі. Лише одне обтяжує душу Мцирі - клятвопорушення. Будучи підлітком, він поклявся, що рано чи пізно втече з монастиря і обов'язково знайде стежку до рідного аулу. Він біжить, йде, мчить, повзе, дереться, начебто слід правильному напрямку - на схід, але повертається назад, в те саме місце, звідки почався його втечу. Помираючий Мцирі закінчує свою сповідь проханням перенести його в дальній кут монастирського саду, звідки він зможе перед смертю побачити гори рідного краю. Герой помирає з вірою, що досягне мети після смерті.

## Риси романтизму у поемі
Поема “Мцирі” вважається одним із останніх зразків романтичної поезії століття. Риси романтизму наявні у сюжеті твору, назві, композиції, формі викладу, у образах і мотивах.  Винятковий герой опиняється у виняткових обставинах, втікши від звичного буденного світу. Протиставлені світ монастиря, світ далекого будинку і світ дикої екзотичної природи.
Критики називають “Мцирі” еталоном романтизму. 
Основним художнім принципом романтизму, якому слідував Лермонтов, є романтичний індивідуалізм. Головний герой - самотній і відчужений. Він не знає, де саме знаходиться його батьківщина, за яких обставин він потрапив у полон, що стало з його родиною. Надзвичайно сміливий, спритний і розумний, він вміє бачити прекрасне, висловлювати думки емоційно і образно.      
Романтичним є також мотив вигнання або втечі. Зі звичних місць герой відправляється в місця незвичайні. Далека батьківщина здається Мцирі ідеальним простором. Душа його прагне “у той дивовижний світ тривог і битв”. Протиставлення свободи і несвободи підкреслює романтичне двосвіття: все життя герой провів у полоні і все життя прагнув до свободи. Світ свободи в поемі – світ дикої природи. Зображені яскраві картини Кавказьких гір і лісів, нескінченно красивих і небезпечних. Нездатний вижити в цьому вільному світі, герой опинився на краю загибелі. Ідеал залишився недосяжним. Кульмінація поеми – бій з барсом- виглядає як боротьба людини зі стихією і підкреслює винятковість героя. Мцирі робить неможливе. Він перемагає.
Мотив боротьби також характерний для романтизму він визначив характер образних засобів поеми. Одним із найпоширеніших прийомів виразності є  антитеза. Протиставлені воля-неволя, земля-небо, батьківщина-чужина, минуле-теперішнє, старість-молодість, темрява-світло.Герой не боїться смерті: головне для нього – прожити життя коротке, але яскраве. В цьому і сенс епіграфа: “Смакуючи, вкусих мало меду, і се аз умираю”.

## Байронічні мотиви в поемі
- Конфлікт героя і світу
- Потяг до високих ідеалів
- Мотив трагізму
- Сильний характер і бунтівлива вдача
- Самотність і розчарування

## Культурні інтерпретації
Художники створювали ілюстрації до поеми у різні роки. У кожного - свій герой.   Л. О. Пастернак у 1891 році зобразив Мцирі з ченцем. Герой з поривчастим рухом рукою, спрямованої за стіни монастиря, в дику природу, в рідні краї, протиставлений фігурі монаха. Художник показав світ різних по духу людей за допомогою варіацій пластичного методу. Н. Н. Дубовський у тому ж році показав Мцирі, захоплено споглядаючим пейзаж. Могутнього і відважного героя створив у 1941 році І. М. Тоідзе. Цілеспрямованим, радісним і сміливим показав його Ф. Д. Константінов у 1961 році. Г. С. Ханджян (1959 рік) зобразив підлітка, ілюструючи дитячу книгу. Ілля Глазунов показав його у різних станах, радісним і напруженим. Багато динаміки у пластиці героя, створеного Г. А. Мамяном у 1986 році. Зворушливий образ створила у 2005 році Н. Н. Опіок.
Фрагменти поеми покладені на музику М. А. Балакіревим, А. С. Даргомижським, Є. С. Шашиною, О. П. Бородіним, Антоном Аренським, Михайлом Кузьміним, Андрієм Баланчівадзе.

## Переклади українською
- Переклад М. Зісмана